# 915 (číslo)
Devět set patnáct je přirozené číslo. Římskými číslicemi se zapisuje CMXV a řeckými číslicemi ϡιε´. Následuje po čísle devět set čtrnáct a předchází číslu devět set šestnáct.

## Matematika
915 je:
- Deficientní číslo
- Složené číslo
- Nešťastné číslo

## Astronomie
- (915) Cosette je planetka hlavního pásu, kterou objevil v roce 1918 François Gonnessiat
- NGC 915 je čočková galaxie v souhvězdí Berana

## Roky
- 915
- 915 př. n. l.